# إميلي إنجل
إميلي إنجل (بالألمانية: Emilie Engel) (و. 1893 – 1955 م) هي راهبة ألمانية، ولدت في درولسهاغن، توفيت عن عمر يناهز 62 عاماً.